# Operation Jump Start

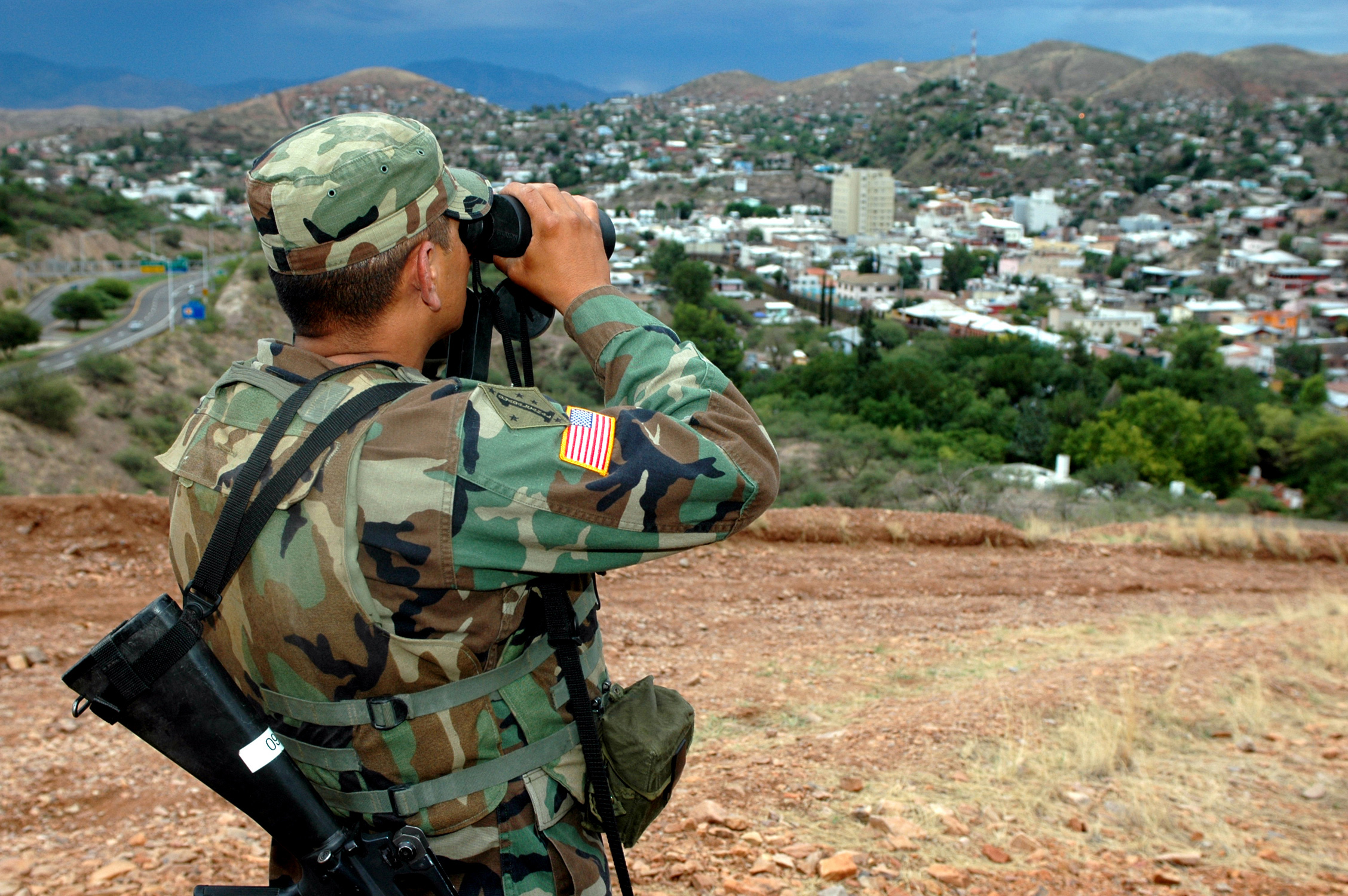
Ein Mitglied der Nationalgarde an der Grenze bei Nogales

Operation Jump Start (zu Deutsch ungefähr: „Unternehmen Starthilfe“) bezeichnet die Verlegung von 6.000 Soldaten der US-amerikanischen Nationalgarde an die amerikanisch-mexikanische Grenze. Der Einsatz sollte die im Mai 2006 vom Senat ratifizierte Erweiterung des Grenzzauns zwischen den beiden Ländern sichern und die noch nicht durch die Anlage abgesicherten Grenzteile für illegale Einwanderung unpassierbar machen. Die Bedingungen für den Einsatz wurden zwischen dem Verteidigungsministerium sowie den Gouverneuren von Arizona, Kalifornien, New Mexico und Texas ausgehandelt. Juristische Bedenken hatten sich aus einer möglichen Vermengung polizeilicher und militärischer Aufgaben (Posse Comitatus Act) sowie bundesstaatlichen und nationalen Kompetenzen ergeben.
Die Nationalgardisten sollen solange an der Grenze eingesetzt werden, bis die United States Border Patrol die Anzahl ihrer Beamten auf 18.000 Mann verdoppelt hat.